# Europäische Konservative und Reformer/9. Legislaturperiode
Die folgende Liste enthält die Mitglieder der Fraktion Europäische Konservative und Reformer in der 9. Legislaturperiode von 2019 bis 2024. Bei Konstituierung des Parlaments hatte die Fraktion 62 Mitglieder, am Ende der Legislatur 69.
| Land                                 | Partei                                                                  | Partei             | Abgeordnete                        | Abgeordnete |
| Land                                 | National                                                                | Europapartei       | Anzahl                             | Mitglieder |
| ------------------------------------ | ----------------------------------------------------------------------- | ------------------ | ---------------------------------- | --- |
| Belgien                              | Nieuw-Vlaamse Alliantie (N-VA)                                          | EFA                | 3/21                               | Geert Bourgeois, Assita Kanko, Johan Van Overtveldt |
| Bulgarien                            | IMRO – Bulgarische Nationale Bewegung (IMRO)                            | EKR-P              | 2/17                               | Angel Dschambaski, Andrej Slabakow |
| Deutschland                          | Familien-Partei Deutschlands (Familie)                                  | ECPM               | –                                  | Helmut Geuking (bis 28. April 2021, Wechsel zur EVP-Fraktion) |
| Deutschland                          | Liberal-Konservative Reformer (LKR)                                     | EKR-P              | –                                  | Lars Patrick Berg (seit 23. Juni 2021, zuvor fraktionslos, LKR im Januar 2023 verlassen und Bündnis Deutschland beigetreten) |
| Deutschland                          | Bündnis Deutschland (BD)                                                | –                  | 1/96                               | Lars Patrick Berg (seit 23. Juni 2021, zuvor fraktionslos, LKR im Januar 2023 verlassen und Bündnis Deutschland beigetreten) |
| Finnland                             | Perussuomalaiset (PS, Wahre Finnen)                                     | –                  | 2/14                               | Teuvo Hakkarainen (seit 6. April 2023), Pirkko Ruohonen-Lerner (seit 12. April 2023) |
| Frankreich                           | Reconquête (REC)                                                        | –                  | 1/79                               | Nicolas Bay (seit 7. Februar 2024) |
| Griechenland                         | Elliniki Lysi (EL)                                                      | –                  | 1/21                               | Kyriakos Velopoulos (bis 6. Juli 2019), Emmanouil Fragkos (seit 10. Juli 2019) |
| Italien                              | Fratelli d’Italia (FdI)                                                 | EKR-P              | 10/76                              | Carlo Fidanza, Pietro Fiocchi, Nicola Procaccini, Raffaele Stancanelli, Raffaele Fitto (Direzione Italia, in FdI aufgegangen; bis 12. Oktober 2022), Sergio Berlato (seit 1. Februar 2020), Vincenzo Sofo (seit 23. Februar 2021, zuvor Lega, ID-Fraktion), Giuseppe Milazzo (seit 23. Juni 2021, zuvor EVP), Denis Nesci (seit 2. November 2022), Chiara Maria Gemma (seit 15. Februar 2023), Elisabetta De Blasis (seit 9. November 2023)                                                                                           |
| Kroatien                             |                                                                         |                    |                                    | |
| Hrvatska konzervativna stranka (HKS) | EKR-P                                                                   | –                  | Ruža Tomašić (bis 30. Juni 2021)   | |
| Hrvatski suverenisti (HS)            | EKR-P (seit 2022) (ECPM (2021–2022))                                    | 1/12               | Ladislav Ilčić (seit 1. Juli 2021) | |
| Lettland                             | Nacionālā apvienība „Visu Latvijai!“ – „Tēvzemei un Brīvībai/LNNK“ (NA) | EKR-P              | 2/8                                | Dace Melbārde (bis 22. August 2022), Roberts Zīle, Ansis Pūpols (seit 14. Mai 2024) |
| Litauen                              | Lietuvos lenkų rinkimų akcija (LLRA)                                    | EKR-P              | 1/11                               | Waldemar Tomaszewski |
| Niederlande                          | JA21                                                                    | –                  | 3/29                               | Derk Jan Eppink (bis 30. März 2021), Rob Rooken, Rob Roos (alle bis November 2020 Forum voor Democratie), Michiel Hoogeveen (seit 15. April 2021) |
| Niederlande                          | Staatkundig Gereformeerde Partij (SGP)                                  | ECPM               | 1/29                               | Bert-Jan Ruissen |
| Niederlande                          | Meer Directe Democratie                                                 | – (EAFD aufgelöst) | 1/29                               | Dorien Rookmaker (seit 9. Dezember 2021) |
| Polen                                | Prawo i Sprawiedliwość (PiS)                                            | EKR-P              | 24/52                              | Joachim Brudziński, Ryszard Czarnecki, Anna Fotyga, Krzysztof Jurgiel, Karol Karski, Izabela Kloc, Joanna Kopcińska, Zdzisław Krasnodębski, Elżbieta Kruk, Zbigniew Kuźmiuk (bis 18. Oktober 2023), Ryszard Legutko, Beata Mazurek, Andżelika Możdżanowska, Tomasz Poręba, Elżbieta Rafalska, Bogdan Rzońca, Jacek Saryusz-Wolski, Beata Szydło, Grzegorz Tobiszowski, Witold Waszczykowski, Jadwiga Wiśniewska, Anna Zalewska, Kosma Złotowski, Dominik Tarczyński (seit 1. Februar 2020), Rafał Romanowski (seit 29. November 2023) |
| Polen                                | Solidarna Polska (SP)                                                   | EKR-P *            | 2/52                               | Patryk Jaki, Beata Kempa |
| Polen                                | Partia Republikańska (Republikanie)                                     | EKR-P *            | 1/52                               | Adam Bielan |
| Rumänien                             | Partidul Național Țărănesc Creștin Democrat (PNȚ-CD)                    | ECPM               | 1/32                               | Cristian Terheș (seit 13. Mai 2020) |
| Schweden                             | Schwedendemokraten (SD)                                                 | EKR-P              | 3/21                               | Peter Lundgren, Jessica Stegrud (bis 25. September 2022), Charlie Weimers, Johan Nissinen (seit 11. Oktober 2022) |
| Slowakei                             | Sloboda a Solidarita (SaS)                                              | EKR-P              | 1/14                               | Eugen Jurzyca, Lucia Ďuriš Nicholsonová (bis 19. Mai 2021, Austritt aus SaS am 11. Februar 2021) |
| Spanien                              | Vox                                                                     | EKR-P              | 4/58                               | Mazaly Aguilar, Jorge Buxadé, Hermann Tertsch, Margarita de la Pisa Carrión (seit 1. Februar 2020) |
| Tschechien                           | Občanská demokratická strana (ODS)                                      | EKR-P              | 4/21                               | Evžen Tošenovský, Alexandr Vondra, Veronika Vrecionová, Jan Zahradil |
| Vereinigtes Königreich               | Conservative Party                                                      | EKR-P              | –                                  | Daniel Hannan, Anthea McIntyre, Nosheena Mobarik, Geoffrey Van Orden (alle bis 31. Januar 2020), John Longworth, Lucy Elizabeth Harris, Annunziata Rees-Mogg (alle 10. bis 31. Januar 2020), Lance Forman (15. bis 31. Januar 2020) |
| Summe                                | Summe                                                                   | Summe              | 69/705                             | |

- Blau: Mitglieder der Partei Europäische Konservative und Reformer (54)
- Grün: Mitglieder der Europäischen Christlichen Politischen Bewegung (2)
- Violett: Mitglieder der Europäischen Freien Allianz (3)
- Weiß: Unabhängige Fraktionsmitglieder (9)